# 釜山女子大学校
釜山女子大学校（プサンじょしだいがっこう）は大韓民国釜山広域市釜山鎮区にある2･3年制専門大学である。

## 沿革
- 1969年3月15日 - 釜山女子実業高等専門学校開校。
- 1974年11月22日 - 釜山女子実業高等専門学校の廃止が認可され、釜山女子専門学校の設置が認可される。
- 1979年4月6日 - 釜山女子専門大学に改称。
- 1998年5月1日 - 釜山女子大学に改称。
- 2012年1月1日 - 釜山女子大学校に改称

## 学部
- 児童学部
- 観光学部
- 保健福祉学部
- 女性文化学部